# Lhotice (nová tvrz)
Lhotice (též Šádova Lhotice) jsou zříceniny mladší lhotické tvrze ve stejnojmenné vesnici. Pozůstatky tvrze, která se svou velikostí blížila malému hradu, se nachází v areálu soukromého statku a nejsou volně přístupné.

## Historie
Původním panským sídlem ve Lhotici byly tzv. Stará tvrz, ze které se zachovalo tvrziště západně od vesnice. Novou tvrz založil přímo ve vsi Jiří Dobrovítský z Újezda na počátku šestnáctého století, ale první písemná zmínka o ní je až z roku 1533. Jiří Dobrovítský panství odkázal své dceři Anně, která se vzdala za Matěje Salavu z Lípy. Po nich se zde vystřídala řada majitelů: Meduna Kalenicová z Biskupic a na Lhoticích († 1579), Jindřich Sasla z Vacovic († 1595), v letech 1599–1601 ji koupil Jindřich Vrchotický z Loutkova a v roce 1616 Ondřej z Ostešova. Jemu byla vesnice zkonfiskována za účast na stavovském povstání. Roku 1623 ji dostal zpět, ale v roce 1628 odešel ze země a předtím vesnici prodal Johanně Vickelhoferové z Loutkova. Po ní panství roku 1637 patřilo Kateřině Amanové a roku 1642 Alžbětě Františce Tengnaglové, za nichž byla tvrz přestavěna. Po Alžbětině smrti bylo zadlužené panství v roce 1674 prodáno želivskému klášteru. Klášter nechal tvrz barokně přestavět a používal ji jako letní byt a sídlo správce hospodářského dvora. V roce 1832 bylo zbořeno horní patro a zbylá budova upravena na školu, kterou na začátku dvacátého století přestavěli na obytný dům.

## Stavební podoba
Tvrziště má téměř čtvercový půdorys. Ze severu ho chránil rybník a na jihu k němu přiléhal hospodářský dvůr. Podél západní strany stál palác, jehož upravené přízemí se dochovalo ve stojících budovách. Areál tvrze vymezovala hradba dochovaná na severní straně, kde ji prolamují později zazděná okna. Před hradbu zde vystupuje obdélná bašta s mladší cihlovou nástavbou s klíčovým střílnami. Na její fasádě se dochovaly zbytky psaníčkových sgrafit. Bašta byla původně směrem dovnitř areálu otevřená a k jejímu zazdění došlo během barokní přestavby, kdy byla upravena na altán. Podobná bašta pravděpodobně chránila také východní stranu tvrze.